# Шинкевич Ілля Олександрович
Ілля Олександрович Шинкевич (нар. 1 вересня 1989, м. Мінськ, СРСР) — білоруський хокеїст, захисник. Виступає за «Динамо» (Мінськ) (Континентальна хокейна ліга). Кандидат в майстри спорту.
Вихованець СДЮШОР «Юність» (Мінськ). Виступав за ХК «Вітебськ-2», «Керамін» (Мінськ), «Шинник» (Бобруйськ), «Шахтар» (Солігорськ), «Юність» (Мінськ), «Металург» (Жлобин).
У складі молодіжної збірної Білорусі учасник чемпіонату світу 2009 (дивізіон I). 
Досягнення
- Чемпіон Білорусі (2012), срібний призер (2010), бронзовий призер (2011)
- Володар Кубка Білорусі (2011).